# Federazione cestistica dell'Armenia
La Basketball Federation of Armenia è l'ente che controlla e organizza la pallacanestro in Armenia.
La federazione controlla inoltre le nazionali maschile e femminile. Ha sede a Erevan e l'attuale presidente è Hrachya Rostomyan.
È affiliata alla FIBA dal 1992 e organizza il campionato di pallacanestro armeno.